# Alfred Janetzki
Alfred Heinrich August Emil Janetzki (* 12. März 1880 in Gutsbezirk Rothlach, Landkreis Bunzlau; † 17. Dezember 1977 in Bad Homburg vor der Höhe) war ein preußischer Landrat in den schlesischen Landkreisen Brieg (1919–1932), Wohlau (1932–1937) und Breslau (1940).